# Mondonville-Saint-Jean
Mondonville-Saint-Jean è un comune francese di 97 abitanti situato nel dipartimento dell'Eure-et-Loir nella regione del Centro-Valle della Loira.

## Società

### Evoluzione demografica
Abitanti censiti